# 盘继红
盘继红（1943年—），女，瑶族，广西富川人，中国女高音歌唱家，曾任中国音乐家协会理事。